# 血之期中考2
《血之期中考2》（： Gosa dubeonjjae iyagi: Gyosaengsilsub），是2010年韓國上映的恐怖電影，為2008年上映的《血之期中考》之續集，但兩者故事並無關聯。

## 劇情簡介
某私立高中將接近暑假，學校將全校前1至30名的學生聚集在一起進行學校補課。當中的學生有：全校第1名智恩、棒球隊員關宇、內向話不多的世熙、游泳健將娜萊、該班的班主任車老師及實習老師恩秀等。
第一天的補課結束了，不知不覺了半夜12點。突然，圖書館裡傳來一聲悽慘的慘叫，隨後一具屍體從天花板墮下，學校的鈴聲便迅速響起。害怕的學生迅速逃離現場，但詭異的事發生了...
一場莫名的考試開始，只要答案錯誤，便會有新的犧牲者；誰會是下一個犧牲者...？

## 演員列表
- 金秀路 飾演 車老師
- 黃正音 飾演 朴恩秀(實習老師，正范姊姊)
- 尹施允 飾演 尹關宇
- 朴芝妍 飾演 李世熙(泰妍妹妹)
- 朴恩斌 飾演 尹娜萊
- 池昌旭 飾演 郭秀一
- 尹昇娥 飾演 鄭泰妍(正范女友，世熙姊姊)
- 崔雅珍 飾演 嚴志閏
- 南寶拉 飾演 劉賢兒
- 余敏珠 飾演 瀅瀾
- 權賢尚 飾演 金政國 (JK)
- 孫浩俊 飾演 正范(恩秀弟弟、泰妍男友)

## 評價
此次《血之期中考2》採用資深演員金秀路及一眾青春新星，包括因演出《穿透屋頂的High Kick！》而獲得第46屆百想藝術大賞最佳女子新人獎的黃正音，電視劇《穿透屋頂的High Kick！》、收視勇破50%的國民電視劇《麵包王金卓求》中的尹施允，女子組合T-ara成員、曾演出電視劇《學習之神》的朴芝妍，電視劇《善德女王》中的朴恩玭，電視劇《寶石拌飯》中的崔雅珍，電視劇《微笑，媽媽》中的余敏珠，和電視劇《笑吧！東海》中獲得高人氣的池昌旭等。

## 外部連結
- 開眼電影網上《血之期中考2》的資料（繁體中文）
- 豆瓣电影上《血之期中考2》的資料 （简体中文）
- 互联网电影数据库（IMDb）上《血之期中考2》的资料（英文）